# Квалификације за Светско првенство у фудбалу
Квалификације за ФИФА Светско првенство су процес кроз који фудбалска репрезентација националног савеза пролази да би се квалификовала за финални турнир ФИФА Светског првенства. Кроз квалификације се број учесника који испуњавају услове са 211 смањује на 32 до светског првенства 2022. (који ће се проширити на 48 од 2026. надаље).
Квалификациони турнири се одржавају у оквиру шест континенталних зона ФИФА-е и организују њихове конфедерације: АФК (Азија), КАФ (Африка), КОНКАКАФ (Северна и Централна Америка и Кариби), КОНМЕБОЛ (Јужна Америка), ОФК (Океанија) и УЕФА (Европа). За свако Светско првенство, ФИФА унапред одлучује број додељених места на првенству свакој од зона, на основу броја и релативне снаге тимова конфедерација.
Домаћини добијају аутоматски пролаз, а до 2002. и браниоци титуле. За разлику од других спортова, не узимају се у обзир резултати претходних светских купова или континенталних првенстава.
Тренутни квалификациони циклус је квалификације за светско првенство 2022., које су почеле 2019. и завршавају се 2022. године.

## Историја
Током много година, квалификације за Светско првенство су еволуирале, од тога да уопште нису биле квалификације 1930. године, када су за првенство послате позивнице одређеним репрезентацијама и када је учествовало само 13 тимова, до садашњег трогодишњег процеса. Прва квалификациона утакмица за Светско првенство одиграна је 11. јуна 1933. када је Шведска победила Естонију са 6 : 2 у Стокхолму. Први гол у квалификацијама за Светско првенство постигнут је у првих 7 минута утакмице: према неким изворима, постигао га је шведски капитен Кнут Крун, а према другим изворима естонски голман Евалд Типнер (аутогол).
Док је број тимова који су се квалификовали за финале стално растао, са 16 између 1934. и 1978. године, на 24 између 1982. и 1994. и коначно на 32 почевши од 1998. године, квалификациони формат је у основи био исти кроз историју. Екипе су груписане континентално, а такмичиле су се за одређени број места, при чему су једно или два места додељена победницима интерконтиненталног плеј-офа.

### Квалификациона места по континентима
Табела испод наводи бројеве места које је ФИФА доделила за сваки континент на сваком турниру. Такође показује укупан број тимова који су ушли и играли у сваком квалификационом циклусу.
"Д" означава аутоматско место за домаћина, "Ш" означава аутоматско место за браниоца титуле, а "поз." означава број тимова који су позвани. Године 1930. места у интерконтиненталном плеј-офу су представљена као разломци, са местом у директном плеј-офу које се рачуна као 0,5 места, а место у полуфиналном плеј-офу (где би се победник тада суочио са још једним тимом за пласман у финале) рачуна се са 0,25 места.
| Континент                                         | 1930         | 1934 | 1938    | 1950 | 1954  | 1958   | 1962     | 1966 | 1970 | 1974   | 1978   | 1982  | 1986    | 1990   | 1994    | 1998  | 2002    | 2006  | 2010 | 2014   | 2018  | 2022   | 2026 |
| ------------------------------------------------- | ------------ | ---- | ------- | ---- | ----- | ------ | -------- | ---- | ---- | ------ | ------ | ----- | ------- | ------ | ------- | ----- | ------- | ----- | ---- | ------ | ----- | ------ | ---- |
| Европа                                            | 4 поз.       | 12   | 11 +Д+Ш | 7 +Ш | 11 +Д | 9 +Д+Ш | 8+ 2×0.5 | 9 +Д | 8 +Ш | 8.5 +Д | 8.5 +Ш | 13 +Д | 12.5 +Ш | 13 +Д  | 12 +Ш   | 14 +Д | 13.5 +Ш | 13 +Д | 13   | 13     | 13 +Д | 13     | 16   |
| Африка                                            | —            | 1    | 11 +Д+Ш | 0    | 11 +Д | 1      | 0.5      | 1    | 1    | 1      | 1      | 2     | 2       | 2      | 3       | 5     | 5       | 5     | 5 +Д | 5      | 5     | 5      | 9    |
| Азија                                             | —            | 1    | 1       | 1    | 1     | 1      | 0.5      | 1    | 1    | 1      | 1      | 2     | 2       | 2      | 2       | 3.5   | 2.5 +2Д | 4.5   | 4.5  | 4.5    | 4.5   | 4.5 +Д | 8    |
| Океанија                                          | colspan=3 0  | 0    | 0       | 0    | 0     | 0.5    | 0.5      | 1    | 1    | 1      | 1      | 2     | 0.25    | 0.5    | 0.5     | 0.5   | 0.5     | 0.5   | 0.5  | 0.5    | 1     |        |      |
| Северна и Централна Америка и Кариби              | 2 поз.       | 1    | 1       | 2    | 1     | 1      | 0.5      | 1    | 1 +Д | 1      | 1      | 2     | 1 +Д    | 2      | 1.25 +Д | 3     | 3       | 3.5   | 3.5  | 3.5    | 3.5   | 3.5    | 6    |
| Јужна Америка                                     | Д+ 6 поз.    | 2    | 1       | 4 +Д | 1 +Ш  | 3      | 3.5 +Д+Ш | 3 +Ш | 3    | 2.5 +Ш | 2.5 +Д | 3 +Ш  | 4       | 2.5 +Ш | 3.5     | 4 +Ш  | 4.5     | 4.5   | 4.5  | 4.5 +Д | 4.5   | 4.5    | 6    |
| Плеј-оф турнир                                    | colspan=22 0 | 2    |         |      |       |        |          |      |      |        |        |       |         |        |         |       |         |       |      |        |       |        |      |
| Укупно места                                      | 13           | 16   | 16      | 16   | 16    | 16     | 16       | 16   | 16   | 16     | 16     | 24    | 24      | 24     | 24      | 32    | 32      | 32    | 32   | 32     | 32    | 32     | 48   |
| Број тимова на првенству                          | 13           | 16   | 15      | 13   | 16    | 16     | 16       | 16   | 16   | 16     | 16     | 24    | 24      | 24     | 24      | 32    | 32      | 32    | 32   | 32     | 32    | 32     | 48   |
| Број пријављених репрезентација у квалификацијама | rowspan=3 0  | 32   | 34      | 32   | 37    | 51     | 54       | 69   | 69   | 97     | 105    | 107   | 119     | 111    | 145     | 172   | 196     | 197   | 205  | 203    | 210   | 211    |      |
| Репрезентације које су играле у квалификацијама   | 27           | 21   | 19      | 33   | 46    | 49     | 51       | 68   | 90   | 95     | 103    | 110   | 103     | 128    | 168     | 193   | 194     | 199   | 202  | 208    | 207   |        |      |
| Квалификовани за првенство преко квалификација    | 14           | 10   | 9       | 13   | 14    | 14     | 14       | 14   | 14   | 14     | 22     | 22    | 22      | 22     | 30      | 29    | 31      | 31    | 31   | 31     | 31    |        |      |
| Квалификовани без квалификација                   | 13           | 2    | 6       | 7    | 3     | 2      | 2        | 2    | 2    | 2      | 2      | 2     | 2       | 2      | 2       | 2     | 3       | 1     | 1    | 1      | 1     | 1      |      |

### Први наступ у квалификацијама
Само тимови који су одиграли најмање једну утакмицу узимају се у обзир за потребе првог наступа. Тимови који су се повукли пре квалификација, или који су се квалификовали на Светско првенство преласком због одустајања других тимова, не узимају се у обзир.
| Година | УЕФА репрезентације | КОНМЕБОЛ репрезентације                           | КОНКАКАФ репрезентације                                                                                  | АФК репрезентације                                                                            | КАФ репрезентације | ОФК репрезентације                                 | Наследници и преименоване репрезентације                                   |
| ------ | --- | ------------------------------------------------- | --- | --------------------------------------------------------------------------------------------- | --- | -------------------------------------------------- | -------------------------------------------------------------------------- |
| 1934   | Аустрија · Белгија · Бугарска · Чехословачка · Естонија · Француска · Немачка · Грчка · Мађарска · Ирска Слободна Држава · Италија · Литванија · Луксембург · Холандија · Пољска · Португалија · Румунија · Шпанија · Шведска · Швајцарска · Југославија | Ниједна                                           | Куба · Хаити · Мексико · Сједињене Државе                                                                | Палау                                                                                         | Египат | Ниједна                                            |                                                                            |
| 1938   | Финска · Летонија · Норвешка | Ниједна                                           | Ниједна                                                                                                  | Ниједна                                                                                       | Ниједна | Ниједна                                            |                                                                            |
| 1950   | Енглеска · Ирска · Шкотска · Турска · Велс | Ниједна                                           | Ниједна                                                                                                  | Сирија                                                                                        | Ниједна | Ниједна                                            | Ireland · Израел                                                           |
| 1954   | Сар | Бразил · Чиле · Парагвај                          | Ниједна                                                                                                  | Јапан · Јужна Кореја                                                                          | Ниједна | Ниједна                                            | Северна Ирска · Република Ирска · Западна Немачка                          |
| 1958   | Данска · Источна Немачка · Исланд · Совјетски Савез | Аргентина · Боливија · Колумбија · Перу · Уругвај | Канада · Костарика · Гватемала · Територија Курасао                                                      | Кина · Индонезија                                                                             | Судан | Ниједна                                            |                                                                            |
| 1962   | Кипар | Еквадор                                           | Холандска Гвајана · Хондурас                                                                             | Ниједна                                                                                       | Етиопија · Гана · Мароко · Нигерија · Тунис                                                                                              | Ниједна                                            | Холандски Антили                                                           |
| 1966   | Албанија | Венецуела                                         | Јамајка · Тринидад и Тобаго                                                                              | Северна Кореја                                                                                | Ниједна | Аустралија                                         |                                                                            |
| 1970   | Ниједна | Ниједна                                           | Бермуди · Салвадор                                                                                       | Ниједна                                                                                       | Алжир · Камерун · Либија · Родезија · Сенегал · Замбија                                                                                  | Нови Зеланд                                        |                                                                            |
| 1974   | Малта | Ниједна                                           | Антигва и Барбуда · Порторико                                                                            | Хонгконг · Иран · Ирак · Кувајт · Малезија · Јужни Вијетнам · Тајланд                         | Конго · Бенин · Гвинеја · Обала Слоноваче · Кенија · Лесото · Маурицијус · Сијера Леоне · Танзанија · Того · Заир                        | Ниједна                                            |                                                                            |
| 1978   | Ниједна | Ниједна                                           | Барбадос · Доминиканска Република · Гвајана · Панама                                                     | Бахреин · Катар · Република Кина · Саудијска Арабија · Сингапур                               | Малави · Мауританија · Нигер · Уганда · Горња Волта                                                                                      | Ниједна                                            | Суринам                                                                    |
| 1982   | Ниједна | Ниједна                                           | Гренада                                                                                                  | Макао                                                                                         | Гамбија · Либерија · Мадагаскар · Мозамбик · Сомалија                                                                                    | Фиџи                                               | Кинески Тајпеј · Зимбабве                                                  |
| 1986   | Ниједна | Ниједна                                           | Ниједна                                                                                                  | Бангладеш · Брунеј · Јордан · Индија · Непал · North Yemen · Јужни Јемен · УАЕ                | Ангола | Ниједна                                            | Бенин                                                                      |
| 1990   | Ниједна | Ниједна                                           | Ниједна                                                                                                  | Оман · Пакистан                                                                               | Габон | Ниједна                                            | Буркина Фасо                                                               |
| 1994   | Фарска Острва · Сан Марино | Ниједна                                           | Никарагва · Света Луција · Сент Винсент и Гренадини                                                      | Либан · Шри Ланка                                                                             | Боцвана · Бурунди · Намибија · Јужна Африка · Swaziland                                                                                  | Соломонова Острва · Tahiti · Вануату               | Немачка · Representation of Czechs and Slovaks · Русија · Вијетнам · Јемен |
| 1998   | Јерменија · Азербејџан · Белорусија · Босна и Херцеговина · Хрватска · Грузија · Лихтенштајн · Macedonia · Молдавија · Словачка · Словенија · Украјина                                                                                                   | Ниједна                                           | Аруба · Белизе · Кајманска Острва · Доминика · Сент Китс и Невис                                         | Камбоџа · Казахстан · Киргистан · Малдиви · Филипини · Таџикистан · Туркменистан · Узбекистан | Гвинеја Бисао · Руанда | Кукова Острва · Папуа Нова Гвинеја · Тонга · Самоа | Чешка · ДР Конго · FR Yugoslavia                                           |
| 2002   | Андора | Ниједна                                           | Ангвила · Бахами · Британска Девичанска Острва · Монтсерат · Теркс и Кејкос · Америчка Девичанска Острва | Гвам · Лаос · Монголија · Палестина                                                           | Зеленортска Острва · Централноафричка Република · Чад · Џибути · Екваторијална Гвинеја · Еритреја · Мали · Сао Томе и Принсипе · Сејшели | Америчка Самоа                                     | Самоа                                                                      |
| 2006   | Ниједна | Ниједна                                           | Ниједна                                                                                                  | Авганистан                                                                                    | Ниједна | Нова Каледонија                                    | Србија и Црна Гора                                                         |
| 2010   | Црна Гора | Ниједна                                           | Ниједна                                                                                                  | Myanmar · Источни Тимор                                                                       | Комори | Тувалу                                             | Србија                                                                     |
| 2014   | Ниједна | Ниједна                                           | Ниједна                                                                                                  | Ниједна                                                                                       | Ниједна | Ниједна                                            | Курасао                                                                    |
| 2018   | Гибралтар · Косово | Ниједна                                           | Ниједна                                                                                                  | Бутан                                                                                         | Јужни Судан | Ниједна                                            |                                                                            |
| 2022   | Ниједна | Ниједна                                           | Ниједна                                                                                                  | Ниједна                                                                                       | Ниједна | Ниједна                                            | Есватини · Северна Македонија                                              |

Пријаве тимова пре њиховог стварног дебија у квалификацијама
1. ↑  Места су додељена само по позиву.
2. 1 2  У ствари, места је заузело 10 европских тимова и ниједан афрички или азијски. Након што је Израел освојио афричко/азијску зону без игре због повлачења других тимова, договорен је посебан плеј-оф између њих и европског тима Велса, а победио је Велс.
3. 1 2 3 4 5  Нико није поднео захтев.
4. ↑  Ниједан тим из региона није био члан ФИФА пре 1950. године.
5. ↑  Аустрија се повукла након што се квалификовала.
6. ↑  Индија, Шкотска и Турска су се повукле након што су се квалификовале. Француска је првобитно прихватила учешће као замена, али је потом такође одустала.
7. ↑  Укључује све тимове који су ушли у квалификације, чак и ако су се повукли или су након тога били искључени, или квалификовани преласком. Не укључује унапред одређене аутоматски квалификоване репрезентације.
8. 1 2  Including host South Africa and non-FIFA member Tuvalu, who participated because other tournaments also served as World Cup qualifiers.
9. 1 2  Укључује и домаћина Катар, који је учествовао јер су континенталне квалификације служиле и као квалификационе утакмице за Светско првенство.
10. ↑  Укључује само тимове који су одиграли најмање једну квалификациону утакмицу која није поништена.
11. 1 2 3 4 5 6  Учесник на Светском првенству 1930. по позиву.
12. ↑  Тим се повукао из квалификација 1934. пре него што је играо.
13. ↑  Учествовао на Светском првенству 1930. по позиву. Квалификован аутоматским преласком за Светско првенство 1934. и 1938. године. Аутоматски се квалификовао за Светско првенство 1950. као домаћин.
14. ↑  Учествовао на Светском првенству 1930. по позиву. Повукао се из квалификација 1934. пре него што је играо. Квалификован преласком за Светско првенство 1950. године.
15. 1 2  Учествовао на Светском првенству 1930. по позиву. Квалификован преласком за Светско првенство 1950. године.
16. 1 2 3 4 5  Повукао се из квалификација 1938. пре него што је играо.
17. ↑  Учествовао на Светском првенству 1930. по позиву. Квалификован преласком за финале 1934. Повукао се из квалификација 1938. и 1950. пре него што је играо.
18. ↑  Учествовао на Светском првенству 1930. по позиву. Повукао се из квалификација 1934, 1950. и 1954. пре него што је играо.
19. ↑  Учествовао је на Светском првенству 1930. као домаћин. Квалификован преласком за финале 1950. године. Аутоматски се квалификовао за финале 1954. као бранилац титуле.
20. ↑  Квалификован преласком за финале 1938. (ушао као Шаблон:Подаци о застави DEI). Повукао се из квалификација 1950. пре него што је играо.
21. 1 2  Повукао се из квалификација 1958. пре него што је играо.
22. ↑  Повукао се из квалификација 1950. пре него што је играо.
23. 1 2 3 4 5 6  Повукао се из квалификација 1966. пре него што је играо.
24. ↑  Повукао се из квалификација 1954. и 1958. пре него што је играо.
25. ↑  Повукао се из квалификација 1974. пре него што је играо (ушао као  Малагашка Република).
26. ↑  Квалификовао се преласком за светко првенство 1950. године, а потом је одустао од учешћа. Повукао се из квалификација 1974. пре него што је играо.
27. ↑  Повукао се из квалификација 1978. пре него што је играо.
28. ↑  Повукао се из квалификација 1986. пре него што је играо.
29. ↑  Повукао се из квалификација 1966. и 1974. пре него што је играо.
30. ↑  Повукао се током квалификација 1986. и поништио све утакмице у тој кампањи.
31. ↑  Повукао се из квалификација 1974. и 1978. пре играња (ушао 1974. као Шаблон:Подаци о застави CEY).
32. 1 2 3  Повукао се из квалификација 1994. пре него што је играо.
33. 1 2  Повукао се из квалификација 1990. пре него што је играо.
34. ↑  Повукао се из квалификација 1950. и 1974. пре него што је играо.
35. ↑  Повукао се из квалификација 1998. пре него што је играо.
36. ↑  Повукао се из квалификација 1978. пре него што је играо. Био је дисквалификован из квалификација 1982. пре него што је играо.
37. ↑  Повукао се из квалификација за 1966, 1994. и 1998. пре него што је играо.
38. ↑  Повукао се из квалификација 1950, 1994. и 2002. пре играња (ушао 1950. као  Бурма).
39. ↑  Повукао се из квалификација 2010. пре него што је играо.

Наследници и преименовани тимови
1. 1 2 3  Чехословачка је званично преименована у Репрезентација Чеха и Словака током квалификација 1994, а затим ју је наследила Чешка током квалификација 1998. године.
2. 1 2 3  Немачку је после квалификација 1954. наследила Западна Немачка, коју је заузврат наследила уједињена Немачка током квалификација 1994. године.
3. 1 2 3  Ирску слободну државу наследила је у квалификацијама 1950. Ирска, која је од квалификација 1954. постала званично позната као Република Ирска.
4. 1 2 3 4  Југославију је током квалификација 1998. године наследила СР Југославија, која је преименована у Србија и Црна Гора за квалификације 2006, а затим Србија током квалификација 2010.
5. 1 2  Обавезну Палестину је наследио Израел од квалификација 1950. године.
6. ↑  Египат је касније наследила  Уједињена Арапска Република, политичка унија са Сиријом, која је ушла у квалификације 1962, али се повукла пре него што је наступила. Затим је Египат наставио самостално, али је задржао име „Уједињена Арапска Република“, под којим је ушао у квалификације 1966. и такође се повукао пре играња. Поново је преименован у "Египат" од квалификација 1974.
7. 1 2  Ирска је наследила Северну Ирску од квалификација 1954.
8. 1 2  Совјетски Савез наследила је Русија од квалификација 1994. године.
9. 1 2 3  Територију Курасаоа су од квалификација 1962. наследили Холандски Антили, а после тога заузврат Курасао од квалификација 2014.
10. 1 2  Холандску Гвајану је наследио Суринам од квалификација 1978. године.
11. 1 2  Родезију је наследио Зимбабве од квалификација 1982.
12. 1 2  Јужни Вијетнам је наследио Вијетнам од квалификација 1994.
13. 1 2  Дахомеј је преименован у Бенин од квалификација 1986.
14. 1 2  Заир је преименован у ДР Конго током квалификација 1998.
15. 1 2  Република Кина је постала званично позната као Кинески Тајпеј од квалификација 1982.
16. 1 2  Горња Волта је преименована у Буркина Фасо од квалификација 1990. године.
17. 1 2  Северни Јемен је наследио Јемен од квалификација 1994. године.
18. 1 2  Свазиленд је преименован у Есватини из квалификација 2022.
19. 1 2  Македонија је преименована у Северна Македонија од квалификација 2022.
20. 1 2  Западна Самоа је преименована у Самоа од квалификација 2002.

Остале напомене
1. ↑  Италија је морала да се квалификује за турнир 1934. упркос томе што је била домаћин.
2. ↑  Тувалу, који није члан ФИФА, формално није могао да уђе на Светско првенство 2010, али је тим учествовао на Играма Јужног Пацифика 2007. које су биле удвостручене као фаза квалификација за то Светско првенство, а резултати тима су се рачунали при одређивању напредовања са те фазе.

## Тренутни формат
До 2022. године на завршном турниру су била 32 места. Један од њих је резервисан за нацију домаћина, али ако две или више нација буду ко-домаћини такмичења, свакој се додељује место.
Од 1934. до 2002. једно место је било резервисано за победнике претходног Светског првенства, али је у новембру 2001. ФИФА објавила да бранилац титуле више неће имати аутоматски улазак на следећи турнир, почевши од 2006. године . Ова одлука је донета како би се решио проблем повратних шампиона који су у неповољнијем положају у односу на друге због тога што нису играли такмичарски меч у претходне две године.
Проблем је нашироко показан на Светском првенству у фудбалу 2002. године , пошто је повратнички шампион Француска испао у првој рунди, завршивши на дну своје групе без иједног гола. Победник из 2002. Бразил се квалификовао за 2006. на врху своје квалификационе групе, али је Италија, бранилац титуле из 2006. године, завршила на дну своје групе 2010. године, упркос томе што је играла у квалификационим утакмицама. 2014. године, шампиони Шпанија из 2010. завршили су на трећем месту у својој групи и нису успели да се пласирају у осмину финала, упркос томе што су се квалификовали као први у својој групи. Победници из 2014. Немачка такође нису успели да изађу из своје групе 2018. године, завршивши на дну, упркос победи у свим својим квалификационим мечевима. Били су трећи узастопни победници Светског купа који су изашли у првом колу на следећем турниру.
ФИФА унапред одлучује о броју места додељених свакој од континенталних зона. За Светско првенство 2022. коришћени су следећи бројеви:
- УЕФА (Европа)  – 13 места[n 1]
- КАФ (Африка) – 5 места
- АФК (Азија)  – 4 места, плус домаћин Катар[n 2]
- КОНМЕБОЛ (Јужна Америка) – 4 места
- КОНКАКАФ (Северна и Централна Америка и Кариби)  – 3 места[n 3]
- 2 места за победнике интерконтиненталног плеј-офа између најбољег тима из ОФК (Океанија), као и додатних тимова из АФК, КОНМЕБОЛ и КОНКАКАФ. Парови за ово плеј-оф одређени су отвореним жребом.

О броју места који се додељују по континентима се широко расправља, а главна тачка спора је у којој мери би места требало да буду додељена регионима на основу пуке популације у односу на таленат. Историјски слабији континент, Африка је тражила више места, јер им је додељено само пет у поређењу са 13 у Европи.
Почетком октобра 2016. објављено је да ће на Светском првенству бити 40 тимова почевши од турнира 2026. Тада је председник ФИФА Ђани Инфантино изјавио да подржава Светско првенство од 48 тимова,  углавном да би се позабавила забринутост Африке . Дана 10. јануара 2017. године, Савет ФИФА је једногласно изгласао проширење Светског првенства на турнир од 48 тимова који ће се отворити групном фазом која се састоји од 16 група по три тима, при чему ће два тима напредовати из сваке групе у нокаут турнир који почиње у следећој рунди. Нови формат квалификационог процеса тек треба да буде потврђен, осим плеј-оф турнира који се састоји од по једног тима из сваке конфедерације (осим УЕФА ) и још једног тима из конфедерације земље домаћина за последња два пласмана на Светско првенство. .
Квалификације у свим зонама се завршавају отприлике у исто време, у септембру–новембру године која претходи финалу. За 2022. квалификације ће се завршити у јуну, пет месеци пре катарског турнира.
Формати квалификационих турнира разликују се између конфедерација и током времена. Системи који се користе у 2022. су наведени у наставку.

### Африка
КАФ квалификациони процес се вратио на формат који је коришћен за квалификације из 2014. године. Почело је са једним прелиминарним кругом како би се сузило на 28 учесника са најгором ФИФА ранг-листом на 14 тимова у септембру 2019.
Групна фаза се састојала од 10 група по четири, 14 тимова из првог круга и 26 најбољих тимова на основу ФИФА ранг-листе, а победници група су се пласирали у треће коло у двомечу код куће и у гостима. Пет победника тог кола пласирало се на Светско првенство.

### Азија
Квалификације су значајно измењене у односу на метод из 2014, са променама у структури прелиминарних рунди – које су одржане пре главног жреба АФК-а. Једно претколо код куће и у гостима смањило је 12 најслабијих на шест, који су се затим придружили 34 најјаче екипе у осам група од по пет, са победницима и 4 најбоља другопласирана која су се пласирала у завршну групну фазу, која се састојала од два по 6 тима групе. Пошто је Катар био међу победницима група, само седам других победника група је напредовало, а пети најбољи другопласирани у групи су ушли уместо Катара. Победници и вицешампиони две финалне групе од по шест пласирају се на Светско првенство, а две трећепласиране се боре за право да играју у међуконфедерационом плеј-офу за коначно место на Светском првенству. Прва два кола су била и квалификационаза АФК куп Азије 2023 .
Укупно 24 тима који су елиминисани из квалификација за Светско првенство у другом колу такмиче се у трећем колу квалификација за АФК Куп Азије 2023. (које је одвојено од трећег кола квалификација за Светско првенство 2022), где ће бити подељене у шест група четири тима и такмиче се за преостала места на АФК купу Азије 2023. 24 тима се састоје од 22 тима са највишим и најнижим рангом који су елиминисани у другом колу, и два тима која су се пласирала у плеј-оф рунде квалификација за АФК Куп Азије 2023. у којима су учествовала преостала 4 тима елиминисана у друга рунда.

### Европа
Европска квалификација је промењена са система из 2010. године у 2018. где је 55 репрезентација подељено у пет група од по шест тимова и пет група по пет, а победници група су се директно пласирали у финале.
Увођење нове УЕФА Лиге нација делимично је променило квалификациони формат. Два тима заснована на укупном пласману Лиге нација која су завршила ван прва два у својој квалификационој групи придружила су се вицешампионима групе и то чинило 12 тимова извучених у три путање, играјући два кола изједначених утакмица у свакој стази (полуфинале и финале, са извлачењем домаћих екипа) за преостала три места.

### Северна и Централна Америка и Кариби
Квалификациони процес КОНКАКАФ-а 2022. значајно се променио у односу на квалификациони циклус из 2018. године. Постојале су две одвојене прелиминарне групне фазе, једна је садржала пет највише рангираних тимова и друга за 29 тимова са најнижим рангом, на основу ФИФА ранг листе из јула 2020. У првом колу преосталих 29 екипа подељено је у шест група по пет екипа. Победници сваке групе су прошли у нокаут фазу која се играла у двомечу код куће и у гостима. Три победника нокаут фазе пласирала су се у трећу рунду у којој је учествовало осам тимова, од којих се пет већ квалификовало због ранг-листе из јула 2020. године, да играју мечеве по кругу код куће и у гостима. Три најбоља тима пласирају се у финале Светског првенства, док ће четвртопласирани ући у интерконтинентални плеј-оф.

### Океанија
Финализоване квалификације у Океанији за играње у земљи домаћину Светског првенства, Катару: Два најниже рангирана ОФК тима на ранг-листи за новембар 2021. одиграће квалификациону утакмицу, из које ће победник ући у прву фазу која има две групе по четири тимови сваки. Прва два у свакој групи пролазе у другу фазу где се четири тима такмиче у нокаут фази, која ће се играти у серији са једним мечом. Два победника полуфинала улазе у финале једног меча. Победник овог финала иде у плеј-оф међу конфедерацијама за место на Светском првенству.

### Јужна Америка
Као и у претходној серији квалификација, КОНМЕБОЛ квалификација се састоји од једне групе свих учесника. За разлику од квалификационих турнира на којима су мечеви били унапред одређени у складу са применом до квалификација за Светско првенство 2014. године, мечеви су одређени жребом одржаним 17. децембра 2019.
Четири најбоља тима из групе од 10 тимова пласирају се у финале Светског првенства, док петопласирани улази у међуконфедерацијски плеј-оф за пласман на Светско првенство.

### Интерконтинентални плеј-оф
Као и на претходном турниру из 2018. године, парови за два плеј-офа су одређени отвореним жребом 26. новембра 2021. Али по први пут и на неутралном терену, интерконтинентални плеј-оф се игра као једна утакмица.

## Правила квалификационих турнира
Квалификациони турнири се генерално састоје од више фаза, које се састоје од група или нокаут утакмица.

### Групе
На свим групним турнирима три бода се додељују за победу, један за реми, а ниједан за пораз. ФИФА је одредила редослед изједначења за тимове који заврше изједначени по бодовима:
1. гол-разлика у свим утакмицама у групи
2. већи број постигнутих голова у свим утакмицама у групи

Тамо где се тимови још увек не могу раздвојити, користе се следећи критеријуми:
1. већи број поена добијених у мечевима између изједначених екипа
2. гол-разлика у утакмицама између изједначених екипа
3. већи број постигнутих голова у утакмицама између изједначених екипа
4. голова постигнутих у гостима у утакмицама између изједначених екипа, ако је нерешено само између две екипе

Тамо где су тимови и даље изједначени, онда ће се играти плеј-оф на неутралном терену, са продужецима и извођењем пенала ако је потребно, ако ФИФА сматра да се такво плеј-оф може уклопити у координисани међународни календар утакмица. Ако се то не сматра изводљивим, онда ће резултат бити одређен фер-плеј поенима, а затим жребом.
Имајте на уму да овај редослед примене тај-брејкера није увек примењиван. Док је коришћен у квалификацијама 2010. године, квалификације за Светско првенство 2006. користиле су директно поређење пре гол-разлике (иако је овај систем – где је било применљиво – коришћен у самим финалима 2006). Да су се ова правила примењивала 2006. године, Нигерија би се квалификовала пре него Ангола .

### Нерешени исходи код куће и у гостима
Већина квалификација за нокаут (као што су плеј-оф међу конфедерацијама и многе прелиминарне утакмице) игра се у две утакмице. Квалификује се тим који постигне већи укупан број голова. Важи правило голова у гостима. Ако ова правила не успеју да одреде победника, користе се продужеци и извођење једанаестераца .
Повремено – обично када једном учеснику недостају адекватне просторије за домаћинство међународних утакмица – нерешени мечеви се играју у једној утакмици, у ком случају се мечеви на нивоу након 90 минута иду на продужетке, а затим на извођење једанаестераца ако је потребно.
Алтернативно, "домаће" утакмице се могу играти у неутралним земљама, или ће повремено један тим бити домаћин обе утакмице. У последњем случају, гостујући тим ће се и даље сматрати "домаћим" тимом у једној од утакмица – што може да одреди која страна напредује према правилу голова у гостима, као што се десило у квалификацијама за КОНКАКАФ 2010. године.

## Summary
Ажурирано 15 April 2022
| Number | Team                        | Part | Pld | W   | D  | L   | GF  | GA  | GD   | Points |
| ------ | --------------------------- | ---- | --- | --- | -- | --- | --- | --- | ---- | ------ |
| 1      | Мексико                     | 17   | 189 | 121 | 41 | 27  | 453 | 134 | +319 | 404    |
| 2      | Костарика                   | 17   | 186 | 92  | 47 | 47  | 308 | 184 | +124 | 323    |
| 3      | Аустралија                  | 15   | 159 | 94  | 39 | 26  | 405 | 124 | +281 | 321    |
| 4      | Јужна Кореја                | 15   | 151 | 94  | 39 | 18  | 299 | 90  | +209 | 321    |
| 5      | Иран                        | 11   | 146 | 92  | 35 | 19  | 316 | 89  | +227 | 311    |
| 6      | Аргентина                   | 14   | 153 | 86  | 42 | 25  | 262 | 135 | +127 | 300    |
| 7      | Холандија                   | 19   | 135 | 89  | 26 | 20  | 329 | 101 | +228 | 293    |
| 8      | Сједињене Државе            | 19   | 168 | 84  | 40 | 44  | 287 | 191 | +96  | 292    |
| 9      | Шпанија                     | 19   | 125 | 87  | 26 | 12  | 291 | 81  | +210 | 287    |
| 10     | Португалија                 | 21   | 149 | 83  | 35 | 31  | 284 | 146 | +138 | 284    |
| 11     | Енглеска                    | 17   | 122 | 84  | 27 | 11  | 314 | 70  | +244 | 279    |
| 12     | Бразил                      | 13   | 127 | 82  | 33 | 12  | 280 | 75  | +205 | 279    |
| 13     | Шведска                     | 20   | 141 | 86  | 21 | 34  | 280 | 129 | +151 | 279    |
| 14     | Уругвај                     | 17   | 172 | 77  | 46 | 49  | 240 | 186 | +54  | 277    |
| 15     | Јапан                       | 15   | 138 | 83  | 27 | 28  | 305 | 91  | +214 | 276    |
| 16     | Србија                      | 20   | 136 | 81  | 33 | 22  | 287 | 123 | +164 | 276    |
| 17     | Белгија                     | 20   | 141 | 83  | 27 | 31  | 302 | 147 | +155 | 276    |
| 18     | Саудијска Арабија           | 12   | 136 | 81  | 32 | 23  | 266 | 103 | +163 | 275    |
| 19     | Чешка                       | 20   | 147 | 79  | 31 | 37  | 280 | 126 | +154 | 268    |
| 20     | Немачка                     | 15   | 104 | 83  | 18 | 3   | 328 | 74  | +254 | 267    |
| 21     | Русија                      | 16   | 125 | 80  | 24 | 21  | 246 | 81  | +165 | 264    |
| 22     | Италија                     | 17   | 118 | 78  | 30 | 10  | 234 | 72  | +162 | 264    |
| 23     | Хондурас                    | 15   | 164 | 69  | 44 | 51  | 262 | 199 | +63  | 251    |
| 24     | Румунија                    | 18   | 138 | 72  | 29 | 37  | 238 | 142 | +96  | 245    |
| 25     | Парагвај                    | 18   | 172 | 69  | 37 | 66  | 213 | 215 | −2   | 244    |
| 26     | Салвадор                    | 14   | 160 | 70  | 33 | 57  | 260 | 187 | +73  | 243    |
| 27     | Швајцарска                  | 20   | 140 | 68  | 37 | 35  | 220 | 150 | +70  | 241    |
| 28     | Колумбија                   | 17   | 170 | 62  | 54 | 54  | 200 | 178 | +22  | 240    |
| 29     | Кина                        | 12   | 126 | 73  | 20 | 33  | 269 | 96  | +173 | 239    |
| 30     | Шкотска                     | 19   | 135 | 69  | 30 | 36  | 209 | 143 | +66  | 237    |
| 31     | Француска                   | 18   | 119 | 70  | 26 | 23  | 234 | 91  | +143 | 236    |
| 32     | Данска                      | 16   | 132 | 67  | 30 | 35  | 242 | 144 | +98  | 231    |
| 33     | Чиле                        | 16   | 164 | 66  | 33 | 65  | 236 | 221 | +15  | 231    |
| 34     | Пољска                      | 19   | 128 | 67  | 23 | 38  | 260 | 154 | +106 | 224    |
| 35     | Канада                      | 15   | 137 | 62  | 38 | 37  | 215 | 144 | +71  | 224    |
| 36     | Аустрија                    | 19   | 134 | 64  | 29 | 41  | 232 | 155 | +77  | 221    |
| 37     | Република Ирска             | 21   | 149 | 58  | 46 | 45  | 210 | 177 | +33  | 220    |
| 38     | Нигерија                    | 15   | 112 | 62  | 32 | 18  | 185 | 84  | +101 | 218    |
| 39     | Мађарска                    | 19   | 132 | 63  | 28 | 41  | 235 | 176 | +59  | 217    |
| 40     | Тунис                       | 15   | 112 | 62  | 30 | 20  | 192 | 86  | +106 | 216    |
| 41     | Бугарска                    | 20   | 137 | 62  | 29 | 46  | 215 | 191 | +24  | 215    |
| 42     | Мароко                      | 15   | 119 | 58  | 39 | 22  | 175 | 83  | +92  | 213    |
| 43     | Грчка                       | 20   | 136 | 56  | 33 | 47  | 167 | 179 | −12  | 201    |
| 44     | Тринидад и Тобаго           | 15   | 141 | 57  | 29 | 55  | 207 | 184 | +23  | 200    |
| 45     | Еквадор                     | 16   | 161 | 54  | 38 | 69  | 196 | 221 | −25  | 200    |
| 46     | Ирак                        | 12   | 119 | 54  | 32 | 33  | 221 | 119 | +102 | 194    |
| 47     | Катар                       | 12   | 120 | 57  | 23 | 40  | 199 | 122 | +77  | 194    |
| 48     | Камерун                     | 14   | 95  | 57  | 22 | 16  | 158 | 71  | +87  | 193    |
| 49     | Нови Зеланд                 | 14   | 101 | 58  | 18 | 25  | 239 | 100 | +139 | 192    |
| 50     | Египат                      | 15   | 101 | 57  | 21 | 23  | 176 | 94  | +82  | 192    |
| 51     | Перу                        | 17   | 167 | 50  | 40 | 77  | 183 | 233 | −50  | 190    |
| 52     | Гватемала                   | 16   | 126 | 52  | 32 | 42  | 208 | 150 | +58  | 188    |
| 53     | Турска                      | 18   | 139 | 53  | 27 | 59  | 204 | 206 | −2   | 186    |
| 54     | Узбекистан                  | 7    | 102 | 54  | 19 | 29  | 195 | 104 | +91  | 181    |
| 55     | Норвешка                    | 19   | 136 | 49  | 33 | 54  | 185 | 186 | −1   | 180    |
| 56     | УАЕ                         | 10   | 115 | 51  | 23 | 41  | 193 | 125 | +68  | 176    |
| 57     | Северна Ирска               | 19   | 142 | 45  | 39 | 58  | 155 | 168 | −13  | 174    |
| 58     | Кувајт                      | 13   | 101 | 52  | 16 | 33  | 179 | 99  | +80  | 172    |
| 59     | Израел                      | 21   | 132 | 45  | 35 | 52  | 189 | 199 | −10  | 170    |
| 60     | Замбија                     | 14   | 102 | 47  | 21 | 34  | 153 | 97  | +56  | 162    |
| 61     | Обала Слоноваче             | 12   | 84  | 45  | 26 | 13  | 154 | 70  | +84  | 161    |
| 62     | Боливија                    | 17   | 168 | 43  | 32 | 93  | 200 | 326 | −126 | 161    |
| 63     | Алжир                       | 14   | 97  | 45  | 25 | 27  | 153 | 97  | +56  | 160    |
| 64     | Гана                        | 14   | 91  | 44  | 25 | 22  | 140 | 70  | +70  | 157    |
| 65     | Сирија                      | 15   | 102 | 44  | 23 | 35  | 205 | 120 | +85  | 155    |
| 66     | Велс                        | 19   | 129 | 42  | 29 | 58  | 167 | 180 | −13  | 155    |
| 67     | Хрватска                    | 7    | 72  | 43  | 20 | 9   | 129 | 51  | +78  | 149    |
| 68     | Јамајка                     | 12   | 118 | 39  | 32 | 47  | 127 | 154 | −27  | 149    |
| 69     | Хаити                       | 15   | 95  | 42  | 17 | 36  | 165 | 124 | +41  | 143    |
| 70     | Панама                      | 12   | 114 | 38  | 26 | 50  | 142 | 178 | −36  | 140    |
| 71     | Украјина                    | 7    | 78  | 37  | 28 | 13  | 119 | 60  | +59  | 139    |
| 72     | Оман                        | 9    | 88  | 39  | 21 | 28  | 142 | 86  | +56  | 138    |
| 73     | ДР Конго                    | 11   | 84  | 39  | 20 | 25  | 139 | 92  | +47  | 137    |
| 74     | Северна Кореја              | 10   | 83  | 39  | 19 | 25  | 116 | 77  | +39  | 136    |
| 75     | Бахреин                     | 11   | 96  | 35  | 28 | 33  | 120 | 98  | +22  | 133    |
| 76     | Финска                      | 20   | 137 | 35  | 25 | 77  | 144 | 297 | −153 | 130    |
| 77     | Словачка                    | 7    | 74  | 35  | 19 | 20  | 127 | 74  | +53  | 124    |
| 78     | Сенегал                     | 13   | 71  | 32  | 23 | 16  | 106 | 61  | +45  | 119    |
| 79     | Гвинеја                     | 13   | 81  | 35  | 14 | 32  | 119 | 108 | +11  | 119    |
| 80     | Јордан                      | 10   | 78  | 32  | 16 | 30  | 118 | 95  | +23  | 112    |
| 81     | Исланд                      | 14   | 116 | 30  | 22 | 64  | 128 | 233 | −105 | 112    |
| 82     | Венецуела                   | 14   | 158 | 28  | 26 | 104 | 134 | 348 | −214 | 110    |
| 83     | Јужна Африка                | 8    | 56  | 32  | 9  | 15  | 72  | 47  | +25  | 105    |
| 84     | Ангола                      | 10   | 69  | 27  | 24 | 18  | 88  | 66  | +22  | 105    |
| 85     | Словенија                   | 7    | 72  | 29  | 17 | 26  | 94  | 80  | +14  | 104    |
| 86     | Босна и Херцеговина         | 7    | 66  | 29  | 14 | 23  | 121 | 81  | +40  | 101    |
| 87     | Буркина Фасо                | 9    | 66  | 29  | 13 | 24  | 99  | 82  | +17  | 100    |
| 88     | Тајланд                     | 13   | 97  | 26  | 21 | 50  | 125 | 165 | −40  | 99     |
| 89     | Кенија                      | 13   | 74  | 24  | 19 | 31  | 81  | 100 | −19  | 91     |
| 90     | Того                        | 11   | 71  | 24  | 17 | 30  | 76  | 93  | −17  | 89     |
| 91     | Хонгконг                    | 13   | 81  | 24  | 16 | 41  | 95  | 141 | −46  | 88     |
| 92     | Либан                       | 8    | 72  | 23  | 18 | 31  | 103 | 98  | +5   | 87     |
| 93     | Куба                        | 13   | 72  | 22  | 20 | 30  | 92  | 105 | −13  | 86     |
| 94     | Албанија                    | 13   | 114 | 24  | 14 | 76  | 84  | 200 | −116 | 86     |
| 95     | Зимбабве                    | 11   | 69  | 22  | 18 | 29  | 67  | 84  | −17  | 84     |
| 96     | Либија                      | 11   | 62  | 23  | 14 | 25  | 67  | 69  | −2   | 83     |
| 97     | Малезија                    | 13   | 69  | 23  | 13 | 33  | 95  | 124 | −29  | 82     |
| 98     | Габон                       | 9    | 63  | 23  | 12 | 28  | 64  | 73  | −9   | 81     |
| 99     | Летонија                    | 9    | 85  | 21  | 18 | 46  | 93  | 144 | −51  | 81     |
| 100    | Суринам                     | 15   | 69  | 22  | 14 | 33  | 106 | 115 | −9   | 80     |
| 101    | Конго                       | 10   | 68  | 21  | 16 | 31  | 75  | 93  | −18  | 79     |
| 102    | Соломонова Острва           | 8    | 57  | 23  | 9  | 25  | 118 | 121 | −3   | 78     |
| 103    | Северна Македонија          | 7    | 72  | 20  | 15 | 37  | 95  | 115 | −20  | 75     |
| 104    | Источна Немачка             | 9    | 47  | 22  | 8  | 17  | 87  | 65  | +22  | 74     |
| 105    | Сингапур                    | 12   | 76  | 21  | 11 | 44  | 81  | 143 | −62  | 74     |
| 106    | Индонезија                  | 13   | 79  | 19  | 17 | 43  | 92  | 170 | −78  | 74     |
| 107    | Фиџи                        | 10   | 56  | 21  | 10 | 25  | 114 | 105 | +9   | 73     |
| 108    | Мали                        | 6    | 48  | 19  | 13 | 16  | 61  | 53  | +8   | 70     |
| 109    | Литванија                   | 10   | 81  | 18  | 16 | 47  | 63  | 130 | −67  | 70     |
| 110    | Судан                       | 13   | 72  | 16  | 21 | 35  | 64  | 114 | −50  | 69     |
| 111    | Курасао                     | 17   | 66  | 16  | 20 | 30  | 69  | 119 | −50  | 68     |
| 112    | Либерија                    | 10   | 66  | 18  | 12 | 36  | 47  | 94  | −47  | 66     |
| 113    | Туркменистан                | 7    | 46  | 20  | 5  | 21  | 72  | 70  | +2   | 65     |
| 114    | Малави                      | 11   | 66  | 16  | 17 | 33  | 59  | 95  | −36  | 65     |
| 115    | Уганда                      | 10   | 48  | 17  | 12 | 19  | 44  | 59  | −15  | 63     |
| 116    | Естонија                    | 10   | 84  | 17  | 12 | 55  | 74  | 187 | −113 | 63     |
| 117    | Кипар                       | 16   | 124 | 16  | 15 | 93  | 91  | 320 | −229 | 63     |
| 118    | Нова Каледонија             | 5    | 38  | 18  | 8  | 12  | 89  | 46  | +43  | 62     |
| 119    | Таџикистан                  | 7    | 44  | 17  | 8  | 19  | 77  | 67  | +10  | 59     |
| 120    | Tahiti                      | 8    | 45  | 17  | 8  | 20  | 67  | 85  | −18  | 59     |
| 121    | Бермуди                     | 8    | 40  | 16  | 10 | 14  | 83  | 58  | +25  | 58     |
| 122    | Вијетнам                    | 9    | 59  | 17  | 6  | 36  | 64  | 105 | −41  | 57     |
| 123    | Бенин                       | 9    | 50  | 16  | 8  | 26  | 51  | 93  | −42  | 56     |
| 124    | Јерменија                   | 7    | 72  | 13  | 17 | 42  | 61  | 142 | −81  | 56     |
| 125    | Белорусија                  | 7    | 66  | 14  | 12 | 40  | 68  | 121 | −53  | 54     |
| 126    | Зеленортска Острва          | 6    | 40  | 16  | 5  | 19  | 42  | 52  | −10  | 53     |
| 127    | Сент Винсент и Гренадини    | 8    | 62  | 15  | 8  | 39  | 80  | 186 | −106 | 53     |
| 128    | Црна Гора                   | 4    | 40  | 13  | 13 | 14  | 61  | 58  | +3   | 52     |
| 129    | Јемен                       | 10   | 58  | 13  | 13 | 32  | 58  | 98  | −40  | 52     |
| 130    | Антигва и Барбуда           | 11   | 46  | 15  | 6  | 25  | 72  | 98  | −26  | 51     |
| 131    | Сент Китс и Невис           | 7    | 36  | 14  | 8  | 14  | 72  | 62  | +10  | 50     |
| 132    | Киргистан                   | 7    | 39  | 15  | 5  | 19  | 57  | 61  | −4   | 50     |
| 133    | Грузија                     | 7    | 64  | 11  | 17 | 36  | 57  | 101 | −44  | 50     |
| 134    | Казахстан                   | 7    | 68  | 12  | 14 | 42  | 76  | 148 | −72  | 50     |
| 135    | Мадагаскар                  | 10   | 42  | 13  | 9  | 20  | 49  | 60  | −11  | 48     |
| 136    | Индија                      | 9    | 51  | 11  | 15 | 25  | 49  | 94  | −45  | 48     |
| 137    | Етиопија                    | 12   | 49  | 11  | 14 | 24  | 52  | 73  | −21  | 47     |
| 138    | Намибија                    | 8    | 50  | 12  | 11 | 27  | 46  | 93  | −47  | 47     |
| 139    | Сијера Леоне                | 11   | 47  | 12  | 9  | 26  | 41  | 72  | −31  | 45     |
| 140    | Палестина                   | 6    | 34  | 12  | 7  | 15  | 58  | 46  | +12  | 43     |
| 141    | Доминиканска Република      | 9    | 33  | 12  | 6  | 15  | 50  | 54  | −4   | 42     |
| 142    | Мозамбик                    | 9    | 42  | 11  | 9  | 22  | 35  | 58  | −23  | 42     |
| 143    | Танзанија                   | 10   | 41  | 9   | 14 | 18  | 43  | 60  | −17  | 41     |
| 144    | Вануату                     | 7    | 37  | 12  | 3  | 22  | 76  | 89  | −13  | 39     |
| 145    | Нигер                       | 8    | 36  | 11  | 6  | 19  | 40  | 65  | −25  | 39     |
| 146    | Барбадос                    | 9    | 41  | 11  | 6  | 24  | 38  | 76  | −38  | 39     |
| 147    | Бангладеш                   | 10   | 58  | 10  | 8  | 40  | 37  | 141 | −104 | 38     |
| 148    | Боцвана                     | 7    | 36  | 10  | 6  | 20  | 33  | 53  | −20  | 36     |
| 149    | Азербејџан                  | 7    | 66  | 7   | 15 | 44  | 34  | 122 | −88  | 36     |
| 150    | Руанда                      | 7    | 44  | 8   | 10 | 26  | 41  | 63  | −22  | 34     |
| 151    | Луксембург                  | 21   | 142 | 8   | 10 | 124 | 77  | 451 | −374 | 34     |
| 152    | Папуа Нова Гвинеја          | 5    | 26  | 9   | 6  | 11  | 48  | 41  | +7   | 33     |
| 153    | Фарска Острва               | 8    | 80  | 8   | 8  | 64  | 41  | 207 | −166 | 32     |
| 154    | Белизе                      | 7    | 29  | 8   | 6  | 15  | 37  | 59  | −22  | 30     |
| 155    | Гвајана                     | 11   | 38  | 8   | 6  | 24  | 40  | 89  | −49  | 30     |
| 156    | Малдиви                     | 7    | 40  | 9   | 3  | 28  | 43  | 140 | −97  | 30     |
| 157    | Екваторијална Гвинеја       | 6    | 28  | 8   | 5  | 15  | 25  | 42  | −17  | 29     |
| 158    | Никарагва                   | 8    | 25  | 9   | 1  | 15  | 35  | 45  | −10  | 28     |
| 159    | Порторико                   | 10   | 29  | 7   | 7  | 15  | 32  | 57  | −25  | 28     |
| 160    | Самоа                       | 6    | 26  | 9   | 1  | 16  | 37  | 88  | −51  | 28     |
| 161    | Молдавија                   | 7    | 68  | 5   | 13 | 50  | 40  | 145 | −105 | 28     |
| 162    | Гренада                     | 8    | 29  | 8   | 3  | 18  | 51  | 59  | −8   | 27     |
| 163    | Бурунди                     | 7    | 22  | 7   | 5  | 10  | 19  | 28  | −9   | 26     |
| 164    | Филипини                    | 5    | 29  | 7   | 5  | 17  | 28  | 68  | −40  | 26     |
| 165    | Гамбија                     | 9    | 26  | 6   | 6  | 14  | 21  | 39  | −18  | 24     |
| 166    | Света Луција                | 7    | 24  | 7   | 1  | 16  | 32  | 62  | −30  | 22     |
| 167    | Тонга                       | 6    | 22  | 7   | 1  | 14  | 23  | 82  | −59  | 22     |
| 168    | Непал                       | 8    | 38  | 6   | 4  | 28  | 27  | 122 | −95  | 22     |
| 169    | Кинески Тајпеј              | 12   | 66  | 6   | 4  | 56  | 39  | 234 | −195 | 22     |
| 170    | Малта                       | 13   | 112 | 3   | 12 | 97  | 42  | 330 | −288 | 21     |
| 171    | Чад                         | 6    | 18  | 6   | 2  | 10  | 16  | 26  | −10  | 20     |
| 172    | Гвинеја Бисао               | 7    | 20  | 4   | 7  | 9   | 16  | 31  | −15  | 19     |
| 173    | Монголија                   | 6    | 24  | 6   | 1  | 17  | 17  | 75  | −58  | 19     |
| 174    | Шри Ланка                   | 8    | 39  | 4   | 6  | 29  | 26  | 99  | −73  | 18     |
| 175    | Есватини                    | 8    | 21  | 4   | 5  | 12  | 16  | 41  | −25  | 17     |
| 176    | Доминика                    | 7    | 24  | 4   | 5  | 15  | 20  | 58  | −38  | 17     |
| 177    | Myanmar                     | 4    | 22  | 5   | 2  | 15  | 17  | 73  | −56  | 17     |
| 178    | Аруба                       | 7    | 20  | 5   | 1  | 14  | 26  | 61  | −35  | 16     |
| 179    | Лесото                      | 8    | 26  | 2   | 10 | 14  | 15  | 52  | −37  | 16     |
| 180    | Бахами                      | 6    | 18  | 4   | 4  | 10  | 20  | 58  | −38  | 16     |
| 181    | Авганистан                  | 5    | 22  | 4   | 4  | 14  | 15  | 60  | −45  | 16     |
| 182    | Камбоџа                     | 6    | 36  | 4   | 4  | 28  | 22  | 135 | −113 | 16     |
| 183    | Андора                      | 6    | 62  | 4   | 3  | 55  | 22  | 186 | −164 | 15     |
| 184    | Макао                       | 10   | 37  | 4   | 2  | 31  | 16  | 168 | −152 | 14     |
| 185    | Лаос                        | 5    | 28  | 3   | 4  | 21  | 23  | 125 | −102 | 13     |
| 186    | Лихтенштајн                 | 7    | 70  | 2   | 7  | 61  | 25  | 219 | −194 | 13     |
| 187    | Мауританија                 | 7    | 22  | 2   | 5  | 15  | 15  | 42  | −27  | 11     |
| 188    | Кукова Острва               | 6    | 20  | 3   | 1  | 16  | 16  | 63  | −47  | 10     |
| 189    | Гвам                        | 3    | 20  | 3   | 1  | 16  | 10  | 84  | −74  | 10     |
| 190    | Америчка Самоа              | 5    | 18  | 3   | 1  | 14  | 11  | 136 | −125 | 10     |
| 191    | Монтсерат                   | 6    | 13  | 2   | 3  | 8   | 17  | 49  | −32  | 9      |
| 192    | Бутан                       | 2    | 12  | 3   | 0  | 9   | 9   | 58  | −49  | 9      |
| 193    | Америчка Девичанска Острва  | 6    | 19  | 3   | 0  | 16  | 8   | 95  | −87  | 9      |
| 194    | Централноафричка Република  | 4    | 16  | 2   | 2  | 12  | 12  | 30  | −18  | 8      |
| 195    | Џибути                      | 5    | 21  | 2   | 2  | 17  | 12  | 86  | −74  | 8      |
| 196    | Сао Томе и Принсипе         | 5    | 10  | 2   | 1  | 7   | 5   | 25  | −20  | 7      |
| 197    | Сомалија                    | 7    | 13  | 1   | 3  | 9   | 3   | 29  | −26  | 6      |
| 198    | Костарика                   | 2    | 18  | 1   | 3  | 14  | 8   | 39  | −31  | 6      |
| 199    | Маурицијус                  | 8    | 20  | 1   | 3  | 16  | 14  | 52  | −38  | 6      |
| 200    | Кајманска Острва            | 7    | 20  | 0   | 6  | 14  | 8   | 53  | −45  | 6      |
| 201    | Брунеј                      | 4    | 16  | 2   | 0  | 14  | 5   | 62  | −57  | 6      |
| 202    | Saarland                    | 1    | 4   | 1   | 1  | 2   | 4   | 8   | −4   | 4      |
| 203    | Комори                      | 4    | 10  | 0   | 4  | 6   | 5   | 21  | −16  | 4      |
| 204    | Пакистан                    | 9    | 32  | 0   | 4  | 28  | 13  | 122 | −109 | 4      |
| 205    | Еритреја                    | 5    | 10  | 0   | 3  | 7   | 4   | 20  | −16  | 3      |
| 206    | Британска Девичанска Острва | 6    | 14  | 0   | 3  | 11  | 7   | 53  | −46  | 3      |
| 207    | Теркс и Кејкос              | 6    | 13  | 1   | 0  | 12  | 6   | 68  | −62  | 3      |
| 208    | Шаблон:Подаци о застави SSD | 2    | 4   | 0   | 2  | 2   | 2   | 7   | −5   | 2      |
| 209    | Сејшели                     | 6    | 16  | 0   | 2  | 14  | 6   | 46  | −40  | 2      |
| 210    | Сан Марино                  | 8    | 76  | 0   | 2  | 74  | 12  | 356 | −344 | 2      |
| 211    | Јужни Јемен                 | 1    | 2   | 0   | 1  | 1   | 4   | 7   | −3   | 1      |
| 212    | Тувалу                      | 1    | 4   | 0   | 1  | 3   | 2   | 22  | −20  | 1      |
| 213    | Ангвила                     | 6    | 14  | 0   | 1  | 13  | 2   | 64  | −62  | 1      |
| 214    | Источни Тимор               | 4    | 16  | 0   | 0  | 16  | 6   | 80  | −74  | 0      |
| 215    | Гибралтар                   | 2    | 20  | 0   | 0  | 20  | 7   | 90  | −83  | 0      |